# 木村和也
木村 和也（きむら かずや、1969年1月30日 - ）は、熊本放送の男性アナウンサーである。妻はタレントの宮川真美。

## 略歴
東京都国立市生まれ。実家は駅前で薬局を経営。国立市立国立第一中学校を経て・1991年、成蹊大学工学部経営工学科卒業。TBSの採用試験を受験するも不採用、同じTBS系列の熊本放送に採用される。
2019年4月から報道製作局アナウンス部長、2021年4月からは報道製作局専門部長。

### 番組での突然の事故
木村はアナウンサー生活10年目に入った2001年3月14日、自身が当時担当していた番組『どよテン』の取材でパラグライダーを初体験。着地前に5m/sの突風が吹き、5メートルの高さから墜落。第三腰椎を圧迫骨折、脊髄損傷を引き起こし両下肢麻痺になり、両足に障害を抱えるというアクシデントに見舞われた。
担当医師から「歩けるようになる可能性は1%。しかし、その1%にかけるかはあなた次第」と宣告。以来237日間の入院生活を余儀なくされたが、リハビリに懸命に打ち込み、同年11月には仕事に復帰できるまでになった。入院生活時の木村の心の葛藤は自身の闘病日記に記され、さらに2004年11月には熊本日日新聞社から『再起可能』というタイトルで書籍化された。またこの本の中に登場する「彼女」とは、のちに妻となる宮川真美のことである。入院している間、親友であり『どよテン』で共演していたかめきちは1日も見舞いを欠かさなかったという。
著書を出版後、精力的に講演活動を展開。講演のテーマは『再起可能』。トップクラスの講演回数を誇っており、講演はレギュラー番組のない土日や、平日の午前などに行っている。

## 人物・エピソード
通称『キムカズ』。熊本県民に人気のアナウンサーである。身長165cm。
ボーイスカウトに12年在籍していたこともあり、手旗とロープ結びの達人である。座右の銘は「為せば成る」。
愛車はボルボV40。趣味は、釣りと陶芸、料理。
熊本の情報誌「タウン情報クマモト（通称：タンクマ）」の中で、2007年度から3年連続で人気ローカルアナ第1位に選ばれた。
自身が司会を務める「夕方いちばん」の企画でKあんどK（かめきち・山内要）と3人で登場するとき、「3K」と呼ばれることがある（Kamekichi,Kaname,Kimukazuの3人のイニシャルから取ったものである）。
私生活では2008年、地元熊本でTVやCMなどで活躍しているタレントの宮川真美と8年の交際期間を経て結婚。同年4月に「RKKワイド夕方いちばん」の番組出演者11人を前に結婚を発表、4ヵ月後の8月6日放送の同番組内で重大発表と称し、視聴者に向けて結婚を報告。同年10月に挙式。宮川とは、木村が先述の脊椎損傷で入院していた時から付き合い始めていたという。1児の父でもある。

## 現在の出演番組

### テレビ・ラジオ
- 熊日ニュース（随時）[5]

### テレビ
- 天草フィッシングスタイル

### ラジオ
- ラジてん（月曜〜金曜14:30 - 16:50）※火・水・木曜担当
- MAKO RIKOとCOCO（木曜18:20 - 18:30）
- キムカズの上天草時間（日曜10:05 - 10:30）

## 過去の出演番組

### ラジオ
- キムカズ・美子の土曜もいちばん!
- キムカズ・浩子のOh!昼もいちばん→Oh!昼もいちばん
- おー!わらナイト

### テレビ
- どよテン
- RKKワイド夕方いちばん（総合司会）
- 週刊山崎くん（2代目番組MC、水曜19:00 - 19:50）

## 著書
- 『再起可能～脊髄損傷、両下肢完全麻痺からの生還～』（2004年11月3日、熊本日日新聞社） ISBN 978-4877554224
- 『再起可能II 一言入魂』（2014年3月27日、熊本日日新聞社） ISBN 978-4877554842